# 沙鹿製糖所
沙鹿製糖所位於台中市沙鹿區。

## 沿革
沙鹿製糖所，原屬於大日本製糖株式會社，興建於1922年，每日壓榨甘蔗量為500公噸，於1942年停閉。

## 外部連結
台糖全球中文入口網 （页面存档备份，存于）